# Aloe dhalensis
Aloe dhalensis é uma espécie de liliopsida do gênero Aloe, pertencente à família Asphodelaceae.